# 하비 (잉글랜드의 가수)
하비 리 캔트웰(영어: Harvey Leigh Cantwell, 1999년 1월 28일 ~ )은 예명 하비(HRVY)로 잘 알려진 잉글랜드의 가수이자 텔레비전 진행자이다. 2014년부터 2015년까지 방영된 CBBC의 《프라이데이 다운로드》를 진행하였다.

## 음반 목록
EP
- Holiday (2017)
- Talk to Ya (2017)